# Léo-Paul Salmain
Léo-Paul Salmain, né le 6 octobre 1994 à Moulins, est un acteur français.

## Filmographie

### Cinéma
- 2006 : Le Temps des porte-plumes, de Daniel Duval : Juglaire
- 2007 : La Terre ferme, court métrage de Olivier Rioux
- 2008 : Largo Winch, de Jérôme Salle : Goran enfant
- 2011 : La chance de ma vie, de Nicolas Cuche : Julien 12 ans
- 2013 : Malavita, de Luc Besson : un étudiant

### Télévision
- 2009 : Beauregard, de Jean-Louis Lorenzi : Victor
- 2012 : La Mer à l'aube, téléfilm de Volker Schlöndorff : Guy Môquet
- 2013 : Alias Caracalla, de Alain Tasma : personnage de François Briant
  - Rex (Jean Moulin), mon patron
  - Les rebelles du 17 juin
- 2013 : Cherif, de Julien Zidi, épisode 8 : Blackjack (série) : Axel Verdier
- 2014 : Boulevard du Palais
- 2014 : Les Français du Jour J, de Cédric Condon
- 2014 : Boulevard du Palais : 
  - Apprendre deux fois de Jean-Marc Therin :  Arthur
  - Un bien pour le mal de Bruno Garcia :  Florian
- 2017 : Meurtres en Auvergne de Thierry Binisti : Directeur Adjoint Thermes
- 2021 - en cours : La Doc et le véto de Thierry Binisti : Bastien Josset

### Doublage
- 2012 : Mystères de Lisbonne
- 2014-2019 : Silicon Valley : Jian Yang (Jimmy O. Yang)
- 2017 : La Tour sombre : Toby (Robbie McLean) et Johnny (Kenneth Fok)
- 2022 : Filière criminelle (pl) : voix additionnelles

## Théâtre
- 2018-2019 : Jules Verne - La Comédie Musicale de Nicolas Nebot : Paul Verne
- 2019-2020 : Jules Verne - La Comédie Musicale de Nicolas Nebot : Michel Strogoff

## Distinctions
- FIPA 2012 : FIPA d'or du meilleur interprète masculin pour le rôle de Guy Môquet dans La Mer à l'aube, de Volker Schlöndorff.